# Sursum corda (álbum)
Sursum Corda es el quinto disco que sacó al mercado la banda española de rock Los Enemigos.
Fue el último disco editado por el grupo bajo el sello GASA, pues para el siguiente trabajo firmaron un contrato con la multinacional RCA. El disco estaba compuesto por una selección de canciones que habían sido descartadas en álbumes anteriores.

## Lista de canciones
1. Intro - (01:28)
2. ¡Cómo es! - (03:37)
3. Amigos del gnomo - (04:09)
4. A la hera - (03:48)
5. Zumo de kiwi - (02:42)
6. Odio a los nº 1 - (02:42)
7. Wonderland records - (02:41)
8. Amor de madre - (03:28)
9. Por qué no me vuelvo al pueblo - (03:01)
10. Rumble mumble - (02:30)
11. De pastel - (03:08)